# HD159082
HD159082 — хімічно пекулярна зоря спектрального класу A0, що має видиму зоряну величину в смузі V приблизно  6,4.
Вона  розташована на відстані близько 494,9 світлових років від Сонця.

## Фізичні характеристики
Зоря HD159082 обертається 
порівняно повільно 
навколо своєї осі. Проєкція її екваторіальної швидкості на промінь зору становить  Vsin(i)= 22км/сек.

## Пекулярний хімічний склад
Зоряна атмосфера HD159082 має підвищений вміст 
Hg
.